# Eduardo Rosales
Pour les articles homonymes, voir Rosales.
Eduardo Rosales (Madrid, 1836-1873) est un peintre espagnol.

## Biographie
Né le 4 novembre 1836 à Madrid, Eduardo Rosales étudie à l'institut Saint Isidore (es). Il entre par la suite à l'Académie royale des beaux-arts de San Fernando en 1851, où il est l'élève de Federico de Madrazo. Eduardo Rosales part à Rome en 1857, où il entre en contact pendant une courte période avec le mouvement nazaréen. Il expose Don Juan d’Autriche présenté à l’empereur Charles Quint à Yuste à l'exposition universelle de 1867 à Paris. Il reçoit par la suite la Légion d'honneur.
Eduardo Rosales se marie en 1868 avec sa cousine Maximina Martinez Pedrosa, avec qui il a deux filles. Touché par la tuberculose, il séjourne à Panticosa en Espagne, avant d'aller à Murcie en 1872. A la proclamation de la première république, il est nommé directeur du Musée du Prado et de l'Académie d'Espagne à Rome, poste qu'il décline à cause de mauvaise santé. Il meurt le 13 novembre 1873 à Madrid

## Œuvres
- Tobias et l'ange (1858-63), 198 × 118 cm, Musée du Prado
- Ophélie (1860-71), 60 × 95 cm, Musée du Prado
- Don Juan d'Autriche présenté à l'empereur Charles Quint à Yuste (1864), 290 × 400 cm, Musée du Prado
- Isabelle la Catholique dictant son testament (1864), 290 × 400 cm, Musée du Prado
- La bataille de Tétouan (1868), 75 × 125 cm, Musée du Prado
- Le violoniste Pinelli (1869), 100 × 75 cm, Musée du Prado
- Le meurtre de Lucrèce (1871), 258 × 347 cm, Musée du Prado
- Mujer desnuda dormida (vers 1865-1870), 71 x 98 cm, Musée national des Beaux-Arts de Buenos Aires
- Estigmatización de Santa Catalina de Siena (1862), 214 x 134 cm, Musée du Prado

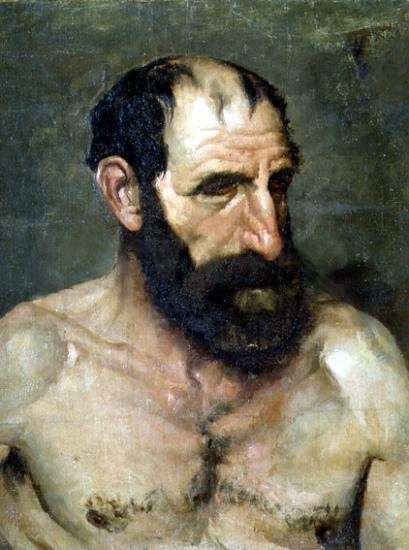
Diógenes
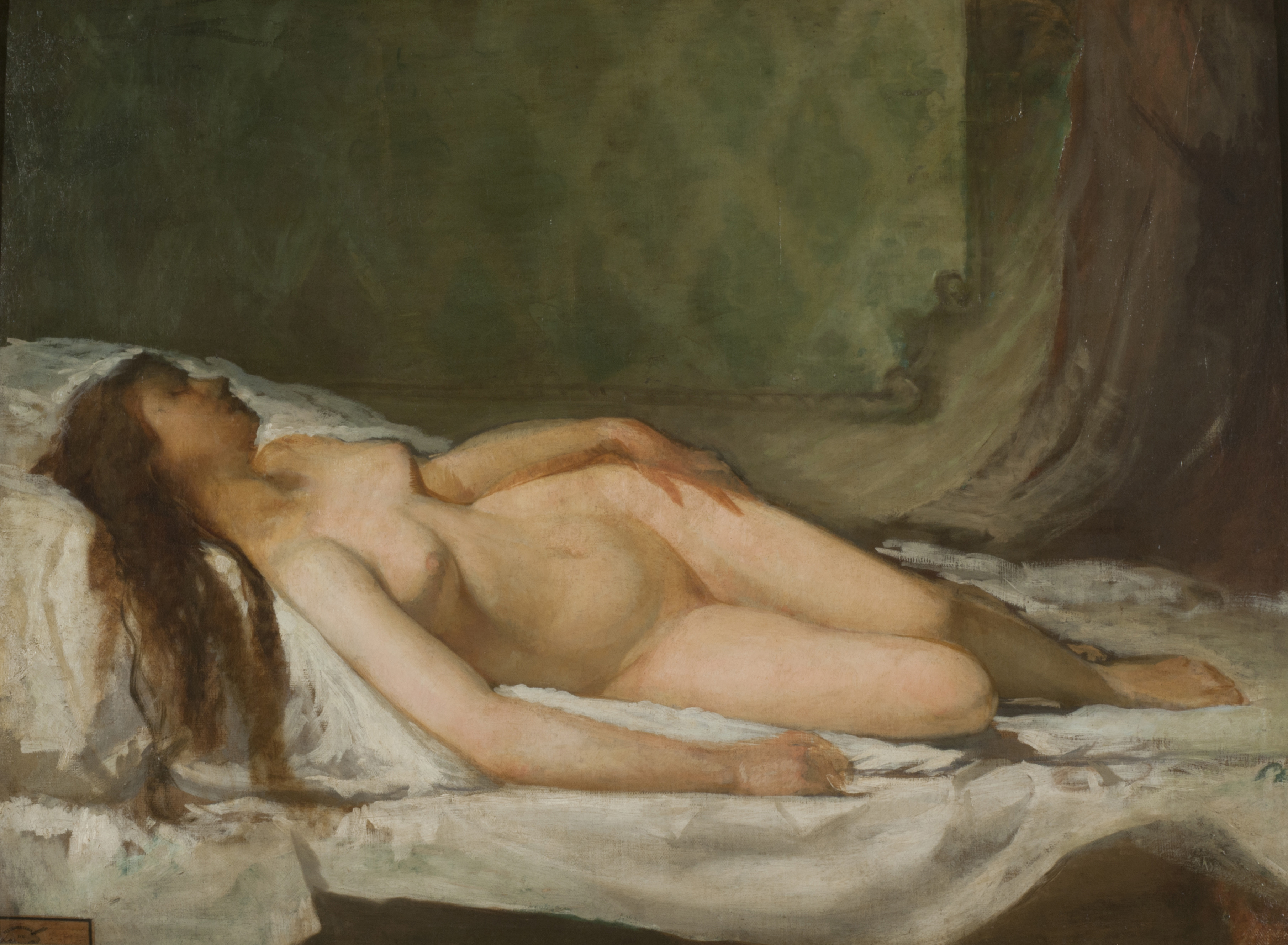
Mujer desnuda dormida
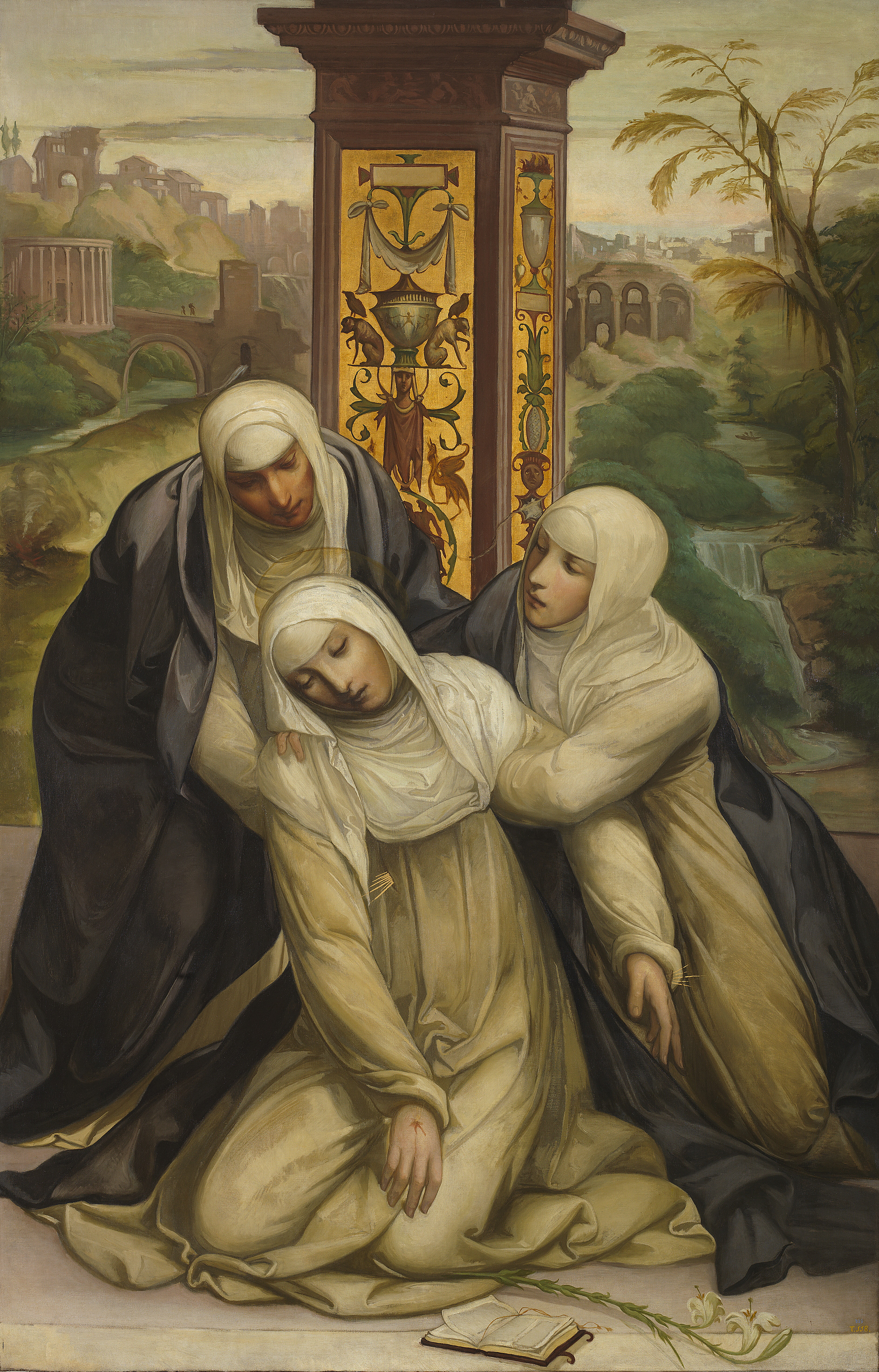
Estigmatización de Santa Catalina de Siena